# Departure (Fernsehserie)
Departure ist eine kanadisch-britische Fernsehserie, die ursprünglich 2019 auf Global laufen sollte. Die Dramaserie wurde vor Veröffentlichung von NBCUniversal gekauft und 2019 im Vereinigten Königreich, Deutschland und Afrika auf Universal ausgestrahlt. Aktuell (Stand Juli 2025) ist sie in Deutschland auf Netflix zu sehen.

## Handlung
In der ersten Staffel verschwindet das Passagierflugzeug 716 mit 262 Menschen an Bord über dem Atlantik vom Radar. Die Luftfahrtforscherin Kendra Malley muss unter Hochdruck herausfinden, was geschah.
Im Mittelpunkt der zweiten Staffel steht der Crash eines Hochgeschwindigkeitszugs, der von Toronto nach Chicago unterwegs war.
In der dritten Staffel folgt die Handlung den Ermittlungen zum Untergang der Fähre „Queen of the Narrows“.

## Besetzung und Synchronisation
Die deutsche Synchronisation entstand durch die Synchronfirma Arena Synchron. Die Dialogbücher schrieben Theodor Dopheide und Mohammad Soueidan. Oliver Feld führte die Dialogregie und übernahm die Rolle des Dom.

### Hauptdarsteller
| Rolle             | Schauspieler        | Synchronsprecher         | Folgen  | Bemerkungen                           |  |
| ----------------- | ------------------- | ------------------------ | ------- | ------------------------------------- |  |
| Kendra Malley     | Archie Panjabi      | Ranja Bonalana           | 1.1–3.6 | Leitende TSIB-Ermittlerin             |  |
| Howard Lawson     | Christopher Plummer | Lothar Blumhagen         | 1.1–3.4 | Direktor des TSIB                     |  |
| Dominic Hayes     | Kris Holden-Ried    | Oliver Feld              | 1.1–3.6 | TSIB-Ermittler und Kendras Partner    |  |
| Madelyn Strong    | Rebecca Liddiard    | Patrizia Carlucci        | 1.1–1.6 | Einzige Überlebende des Fluges 716    |  |
| Nadia Torres      | Tamara Duarte       | Lydia Morgenstern        | 1.1–1.6 | TSIB-Ermittlerin                      |  |
| Theo Barker       | Mark Rendall        | Timmo Niesner            | 1.1–3.6 | TSIB-Ermittler                        |  |
| Levi Hall         | Peter Mensah        | Oliver Siebeck           | 1.1–1.6 | Leitender TSIB-Ermittler              |  |
| Ali Basra         | Shazad Latif        | Ozan Ünal                | 1.1–1.6 | Madelyn Strongs Verlobter             |  |
| Janet Friel       | Claire Forlani      | Katrin Fröhlich          | 1.1–1.6 | MI5-Agentin für die Untersuchung      |  |
| Max O’Neill       | Jason O’Mara        | Tobias Kluckert          | 2.1–2.6 | Kronzeuge des FBI gegen ein Kartell   |  |
| Ellen Hunter      | Karen LeBlanc       | Claudia Urbschat-Mingues | 2.1–3.4 | FBI Special Agent                     |  |
| Bill Ratch        | David Hewlett       | Axel Malzacher           | 2.1–2.6 | Fahrdienstleiter                      |  |
| Tyler Brick       | Greg Bryk           | Matthias Deutelmoser     | 2.1–2.6 |                                       |  |
| Jordan Cole       | Dion Johnstone      | Peter Sura               | 2.1–2.6 | Mastermind von URSA, Apolloentwickler |  |
| Charlotte Jenson  | Kelly McCormack     | Lisa May-Mitsching       | 2.1–2.6 | TSIB-Ermittlerin                      |  |
| Lucas Miller      | Etienne Kellici     |                          | 2.1–2.6 | Überlebender Junge, Waise             |  |
| Richard Bright    | Charlie Carrick     | Arne Stephan             | 2.1–2.6 | Wahlkampfleiter seiner Mutter         |  |
| Sheriff McCullogh | Donal Logue         | Michael Iwannek          | 2.1–2.6 |                                       |  |
| Diana Bright      | Wendy Crewson       | Arianne Borbach          | 2.1–2.6 | Gouverneurswahlkandidatin in Michigan |  |
| Arlo Shank        | Tyler Elliot Burke  | Vincent Fallow           | 3.1–3.6 | Hauptverdächtiger und Bootsexperte    |  |
| Annie Sullivan    | Savonna Spracklin   | Nurcan Özdemir           | 3.1–3.6 |                                       |  |
| Michelle          | Cihang Ma           | Laura Oettel             | 3.1–3.6 | TSIB-Ermittlerin                      |  |
| Margery Shank     | Paula Boudreau      | Agnes Hilpert            | 3.1–3.6 | Chefin Schiffskonzern                 |  |

### Nebendarsteller
| Rolle                   | Schauspieler        | Synchronsprecher | Bemerkung                           |
| ----------------------- | ------------------- | ---------------- | ----------------------------------- |
| AJ Malley               | Alexandre Bourgeois | Max Felder       | Kendras Adoptivsohn                 |
| Pavel Bartok            | Sasha Roiz          |                  | CEO von Bartok Airways              |
| Captain Richard Donovan | Allan Hawco         |                  | Pilot des Fluges 716                |
| Daniel Hoffman          | Kristian Bruun      |                  | Passagier des Fluges 716            |
| Hassan Esmaili          | Emilio Doorgasingh  |                  | ehemaliger Israelischer Terrorist   |
| Su-Lin Donovan          | Chantelle Han       | Ilka Teichmüller | Richard Donovans Frau               |
| Hugh Keehlar            | Ryan Pierce         |                  | Richard Donovans heimlicher Ehemann |
| Ethan Moreau            | Dougray Scott       | Matthias Klie    | CEO von British Global Air          |
| Leah Sims               | Chloe Farnworth     |                  | Flugbegleiterin des Fluges 716      |
| Arthur Delaney          | Tyler Fayose        |                  | Erster Offizier, Donovans Copilot   |
| Gavin Malley            | Mark Lutz           | Patrick Giese    | Kendras Ehemann                     |
| Gillian Malley          | Paris Jefferson     |                  | Gavins Schwester                    |

## Episoden

### Staffel 1
| Nr. (gesamt) | Nr. (Staffel) | Titel         | Erstausstrahlung (UK) | dt. Titel       | Erstausstrahlung (D) | Regie       | Drehbuch                        |
| ------------ | ------------- | ------------- | --------------------- | --------------- | -------------------- | ----------- | ------------------------------- |
| 1            | 1             | Vanished      | 10. Juli 2019         | Spurlos         | 30. September 2019   | T. J. Scott | Vince Shaio                     |
| 2            | 2             | Survivor      | 17. Juli 2019         | Die Überlebende | 30. September 2019   | T. J. Scott | Malcolm MacRury                 |
| 3            | 3             | Prime Suspect | 24. Juli 2019         | Verdächtigt     | 7. Oktober 2019      | T. J. Scott | John Krizanc und Ellen Vanstone |
| 4            | 4             | Sabotage      | 31. Juli 2019         | Sabotage        | 7. Oktober 2019      | T. J. Scott | John Krizanc und Ellen Vanstone |
| 5            | 5             | Grounded      | 7. August 2019        | Am Boden        | 14. Oktober 2019     | T. J. Scott | John Krizanc und Ellen Vanstone |
| 6            | 6             | End Game      | 14. August 2019       | Endspiel        | 14. Oktober 2019     | T. J. Scott | Stephanie Tracey                |

### Staffel 2
| Nr. (gesamt) | Nr. (Staffel) | Titel             | Erstausstrahlung (UK) | dt. Titel          | Erstausstrahlung (D) | Regie       | Drehbuch                                |
| ------------ | ------------- | ----------------- | --------------------- | ------------------ | -------------------- | ----------- | --------------------------------------- |
| 7            | 1             | Runaway           | 05. August            | Außer Kontrolle    | 25. Oktober 2021     | T. J. Scott | Vince Shaio und Stephanie Tracey        |
| 8            | 2             | Fugitiv           | 05. August            | Flucht nach vorn   | 25. Oktober 2021     | T. J. Scott | John Krizanc                            |
| 9            | 3             | Walk the Line     | 05. August            | Auf freier Strecke | 1. November 2021     | T. J. Scott | Vince Shiao und Malcom MacRury          |
| 10           | 4             | Wrecking Ball     | 05. August            | Der Geist          | 1. November 2021     | T. J. Scott | Nikolijne Troubatzkoy                   |
| 11           | 5             | Don’t Tread on Me | 05. August            | Irrwege            | 8. November 2021     | T. J. Scott | Marsha Greene                           |
| 12           | 6             | Witness           | 05. August            | Endstation         | 8. November 2021     | T. J. Scott | Nikolijne Troubetzkoy und Vincent Shiao |

### Staffel 3
| Nr. (gesamt) | Nr. (Staffel) | Titel                       | Erstausstrahlung (UK) | dt. Titel                | Erstausstrahlung (D) | Regie       | Drehbuch                            |
| ------------ | ------------- | --------------------------- | --------------------- | ------------------------ | -------------------- | ----------- | ----------------------------------- |
| 13           | 1             | The Tempest                 | 28. Oktober 2022      | Der Sturm                | 15. Juli 2023        | T. J. Scott | Jackie May und Vince Shiao          |
| 14           | 2             | Dead in the Water           | 28. Oktober 2022      | Im Wasser lauert der Tod | 15. Juli 2023        | T. J. Scott | Jackie May und Bruce M. Smith       |
| 15           | 3             | Stowaway                    | 28. Oktober 2022      | Blinde Passagiere        | 15. Juli 2023        | T. J. Scott | John Krizanc                        |
| 16           | 4             | Devil and the Deep Blue Sea | 28. Oktober 2022      | Pakt mit dem Teufel      | 16. Juli 2023        | T. J. Scott | Alexandra Clarke und Bruce M. Smith |
| 17           | 5             | Shot Across The Bow         | 28. Oktober 2022      | Schuss vor den Bug       | 16. Juli 2023        | T. J. Scott | Vince Shiao                         |
| 18           | 6             | What Lies Beneath           | 28. Oktober 2022      | Am Rande des Abgrunds    | 16. Juli 2023        | T. J. Scott | Jackie May                          |

## Produktion
Die Produktion der ersten Staffel startete 2018 in Ontario und Cambridge und wurde im Januar 2019 in London abgeschlossen.
Die zweite Staffel wurde ab September 2020 in Toronto produziert, aber der 90-jährige Darsteller Christopher Plummer hat wegen Reisebeschränkungen während der COVID-19-Pandemie von seinem Wohnsitz aus in Connecticut teilgenommen.
Die dritte Staffel wurde in St. John’s (Neufundland) und Toronto gedreht.